# Deutscher Filmpreis/Beste darstellerische Leistungen

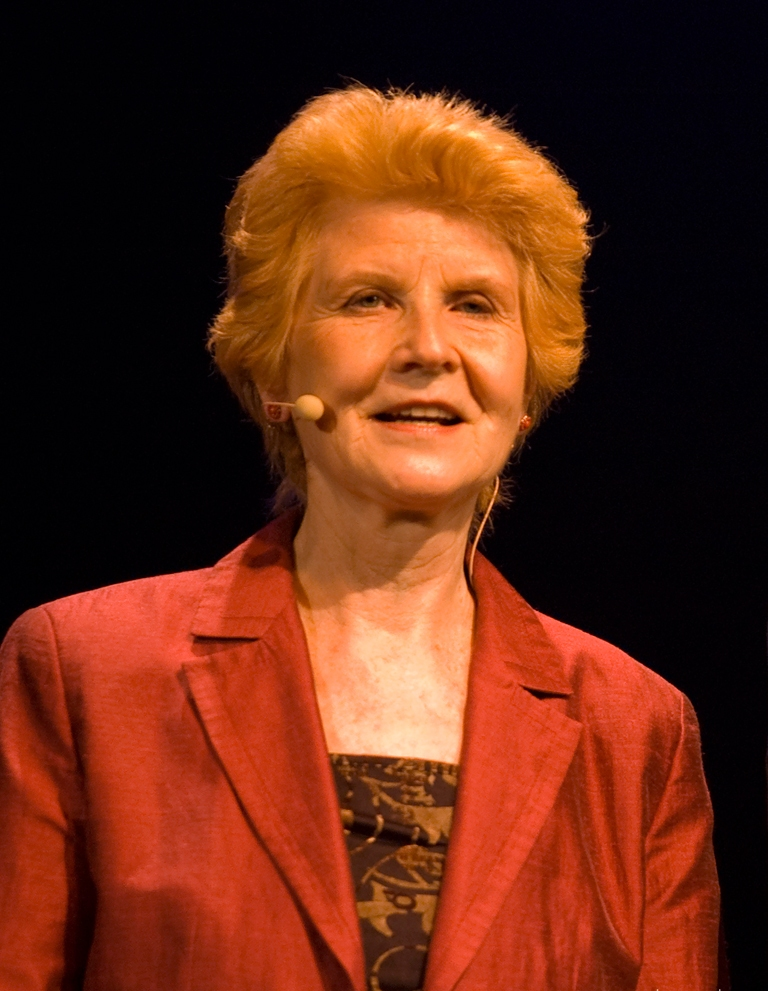
Irm Hermann

Gewinner des Deutschen Filmpreises in der Kategorie Beste darstellerische Leistungen. Die Kategorie ersetzte Ende der 1960er-/Anfang der 1970er-Jahre die zuvor ausgelobten Preise für die beste Hauptdarstellerin, den besten Hauptdarsteller, die beste Nebendarstellerin und den besten Nebendarsteller. Die Gewinner wurden mit dem Filmband in Gold und einer Prämie von zuletzt 20.000 DM geehrt.
Am erfolgreichsten in dieser Kategorie waren Irm Hermann und Hanna Schygulla, die den Preis je dreimal gewinnen konnten, darunter 1970 bzw. 1975 als Teil eines Ensembles. Auf je zwei Auszeichnungen (Einzel- oder Ensembleleistung zusammengerechnet) kamen Ingrid Caven, Edith Clever, Nastassja Kinski, Lena Stolze und Barbara Sukowa.
Ende der 1980er-/Anfang der 1990er-Jahre wurden mit Ann-Gisel Glass (Leise Schatten), Isabelle Huppert (Malina), Sean Connery (Der Name der Rose) und Michel Piccoli (Das weite Land) auch ausländische Schauspieler in deutschen Koproduktionen preisgekrönt.
Ab 1997 wurden die Preise wieder nach Haupt- und Nebenrollen getrennt ausgelobt.

## Preisträger

### Schauspielerinnen
| Jahr       | Preisträger              | Filmtitel                                          |
| ---------- | ------------------------ | -------------------------------------------------- |
| 1964       | Elisabeth Flickenschildt | Das große Liebesspiel                              |
| 1965– 1970 | Preis nicht vergeben     | Preis nicht vergeben                               |
| 1971       | Karin Jacobsen           | Das Freudenhaus                                    |
| 1971       | Hanna Schygulla          | Mathias Kneißl Whity                               |
| 1972       | Rosemarie Fendel         | Trotta                                             |
| 1972       | Irm Hermann              | Händler der vier Jahreszeiten                      |
| 1973       | Margit Carstensen        | Die bitteren Tränen der Petra von Kant             |
| 1973       | Eva Mattes               | Die bitteren Tränen der Petra von Kant Wildwechsel |
| 1974       | Brigitte Mira            | Angst essen Seele auf                              |
| 1975       | Lina Carstens            | Lina Braake                                        |
| 1975       | Grischa Huber            | Unter dem Pflaster ist der Strand                  |
| 1976       | Edith Clever             | Die Marquise von O.                                |
| 1976       | Ulrike Luderer           | Sternsteinhof                                      |
| 1976       | Angela Winkler           | Die verlorene Ehre der Katharina Blum              |
| 1977       | Katherine Hunter         | Der Mädchenkrieg                                   |
| 1977       | Romy Schneider           | Gruppenbild mit Dame                               |
| 1978       | Tina Engel               | Das zweite Erwachen der Christa Klages             |
| 1979       | Preis nicht vergeben     | Preis nicht vergeben                               |
| 1980       | Adelheid Arndt           | 1 + 1 = 3                                          |
| 1980       | Jutta Lampe              | Schwestern oder Die Balance des Glücks             |
| 1980       | Krista Stadler           | Lena Rais                                          |
| 1981       | Ingrid Caven             | Looping                                            |
| 1981       | Ilse Pagé                | Engel aus Eisen                                    |
| 1982       | Barbara Sukowa           | Die bleierne Zeit Lola                             |
| 1983       | Irm Hermann              | Fünf letzte Tage                                   |
| 1983       | Nastassja Kinski         | Frühlingssinfonie                                  |
| 1983       | Susanne Lothar           | Eisenhans                                          |
| 1983       | Lena Stolze              | Fünf letzte Tage Die weiße Rose                    |
| 1984       | Marie Colbin             | Der Fall Bachmeier – Keine Zeit für Tränen         |
| 1984       | Nina Hoger               | Flucht nach vorn                                   |
| 1985       | Ursela Monn              | Einmal Ku’damm und zurück                          |
| 1986       | Katharina Brauren        | Novemberkatzen                                     |
| 1986       | Edith Clever             | Die Nacht                                          |
| 1986       | Barbara Sukowa           | Rosa Luxemburg                                     |
| 1987       | Özay Fecht               | 40 qm Deutschland                                  |
| 1987       | Rebecca Pauly            | Peng! Du bist tot!                                 |
| 1987       | Katharina Thalbach       | Paradies                                           |
| 1988       | Adriana Altaras          | Das Mikroskop                                      |
| 1988       | Marianne Sägebrecht      | Out of Rosenheim                                   |
| 1989       | Heidemarie Hatheyer      | Martha Jellneck                                    |
| 1989       | Zuhal Olcay              | Abschied vom falschen Paradies                     |
| 1990       | Lena Stolze              | Das schreckliche Mädchen                           |
| 1991       | Isabelle Huppert         | Malina                                             |
| 1992       | Ann-Gisel Glass          | Leise Schatten                                     |
| 1993       | Barbara Auer             | Meine Tochter gehört mir                           |
| 1993       | Renate Krößner           | Nordkurve                                          |
| 1994       | Christiane Hörbiger      | Alles auf Anfang Tafelspitz                        |

1995
Maria Schrader – Burning Life, Einer meiner ältesten Freunde und Keiner liebt mich
- Meret Becker – Die Sieger und Das Versprechen
- Corinna Harfouch – Das Versprechen

1996
Katja Riemann – Nur über meine Leiche und Stadtgespräch
- Julia Jäger – Neben der Zeit
- Maria Schrader – Stille Nacht – Ein Fest der Liebe

### Schauspieler
| Jahr       | Preisträger               | Filmtitel                                           |
| ---------- | ------------------------- | --------------------------------------------------- |
| 1963       | Harald Leipnitz           | Die endlose Nacht                                   |
| 1964– 1968 | Preis nicht vergeben      | Preis nicht vergeben                                |
| 1969       | Walter Buschhoff          | Scarabea – Wieviel Erde braucht der Mensch?         |
| 1969       | Michael Strixner          | Jagdszenen aus Niederbayern                         |
| 1970       | Preis nicht vergeben      | Preis nicht vergeben                                |
| 1971       | Michael König             | Lenz                                                |
| 1972       | Hans Hirschmüller         | Händler der vier Jahreszeiten                       |
| 1972       | Hugo Lindinger            | Bitte stehen Sie auf                                |
| 1972       | Helmut Qualtinger         | Das falsche Gewicht                                 |
| 1973       | Klaus Schwarzkopf         | Alle Menschen werden Brüder                         |
| 1973       | Walter Sedlmayr           | Th. Hierneis oder: wie man ehem. Hofkoch wird       |
| 1974       | Walter Kohut              | Supermarkt                                          |
| 1974       | Rudolf Sellner            | Der Fußgänger                                       |
| 1975       | Heinrich Giskes           | Unter dem Pflaster ist der Strand                   |
| 1975       | Helmut Käutner            | Karl May                                            |
| 1975       | Dieter Laser              | John Glückstadt                                     |
| 1976       | Bruno Ganz                | Die Marquise von O.                                 |
| 1976       | Gerhard Olschewski        | Verlorenes Leben                                    |
| 1976       | Karl-Maria Schley         | Mozart – Aufzeichnungen einer Jugend                |
| 1977       | Bernd Tauber              | Das Brot des Bäckers                                |
| 1978       | Peter Kern                | Flammende Herzen Hitler, ein Film aus Deutschland   |
| 1978       | Rio Reiser                | Johnny West                                         |
| 1979       | Klaus Kinski              | Nosferatu – Phantom der Nacht                       |
| 1979       | Valter Taub               | David                                               |
| 1980       | Thomas Kufahl             | Das Ende des Regenbogens                            |
| 1980       | Nikolaus Paryla           | Lena Rais                                           |
| 1981       | Werner Kreindl            | Der Schüler Gerber                                  |
| 1981       | Sigfrit Steiner           | Der Mond ist nur a nackerte Kugel                   |
| 1981       | Rolf Zacher               | Endstation Freiheit                                 |
| 1982       | Karl Merkatz              | Der Bockerer                                        |
| 1982       | Armin Mueller-Stahl       | Lola                                                |
| 1982       | Jerzy Skolimowski         | Die Fälschung                                       |
| 1983       | Gerhard Olschewski        | Eisenhans                                           |
| 1984       | Horst Buchholz            | Wenn ich mich fürchte                               |
| 1984       | Maximilian Schell         | Morgen in Alabama                                   |
| 1985       | Klaus Maria Brandauer     | Oberst Redl                                         |
| 1985       | Götz George               | Abwärts                                             |
| 1986       | Heiner Lauterbach         | Männer                                              |
| 1986       | Uwe Ochsenknecht          | Männer                                              |
| 1987       | Sean Connery              | Der Name der Rose                                   |
| 1988       | Michel Piccoli            | Das weite Land                                      |
| 1988       | Vladimir Weigl            | Das Mikroskop                                       |
| 1989       | Heinz Bennent             | Im Jahr der Schildkröte                             |
| 1990       | Klaus Maria Brandauer     | Georg Elser – Einer aus Deutschland Das Spinnennetz |
| 1991       | Michael Gwisdek           | Der Tangospieler                                    |
| 1992       | Mario Adorf               | Pizza Colonia                                       |
| 1992       | Götz George               | Schtonk!                                            |
| 1993       | Heinz Hoenig              | Krücke                                              |
| 1993       | Horst Krause Joachim Król | Wir können auch anders …                            |
| 1994       | André Eisermann           | Kaspar Hauser                                       |

1995
Joachim Król – Der bewegte Mann
- Rúaidhrí Conroy – Moondance
- Herbert Knaup – Die Sieger

1996
Götz George – Der Totmacher
- Peter Fitz – Beim nächsten Kuß knall’ ich ihn nieder
- Jürgen Hentsch – Der Totmacher

### Ensemble-Leistungen
| Jahr | Preisträger                          | Filmtitel                                                 |
| ---- | ------------------------------------ | --------------------------------------------------------- |
| 1970 | Ensemble des Antiteaters             | Götter der Pest Katzelmacher Liebe ist kälter als der Tod |
| 1975 | Gesamtensemble                       | Falsche Bewegung                                          |
| 1991 | Harald Juhnke Gisela May Ilse Werner | Die Hallo-Sisters                                         |